# Xiaomi 12
Xiaomi 12 — флагманська лінійка смартфонів, що розроблена компанією Xiaomi. Xiaomi 12, Xiaomi 12X, Xiaomi 12 Pro були представлені 28 грудня 2021 року разом з MIUI 13, розумним годинником Xiaomi Watch S1 та навушниками Xiaomi Buds 3, а Xiaomi 12 Pro Dimensity — 4 липня 2022 року разом з лінійкою Xiaomi 12S та Xiaomi Smart Band 7 Pro.
Xiaomi 12 Pro є збільшеною та покращеною моделлю Xiaomi 12. Xiaomi 12X є спрощеною версією Xiaomi 12 із слабшим процесором та відсутньою підтримкою бездротового заряджання. Xiaomi 12 Pro Dimensity отримав процесор MediaTek Dimensity 9000+, набір камер від Xiaomi 12, більший акумулятор та повільнішу зарядку у порівнянні з Xiaomi 12 Pro.

## Дизайн

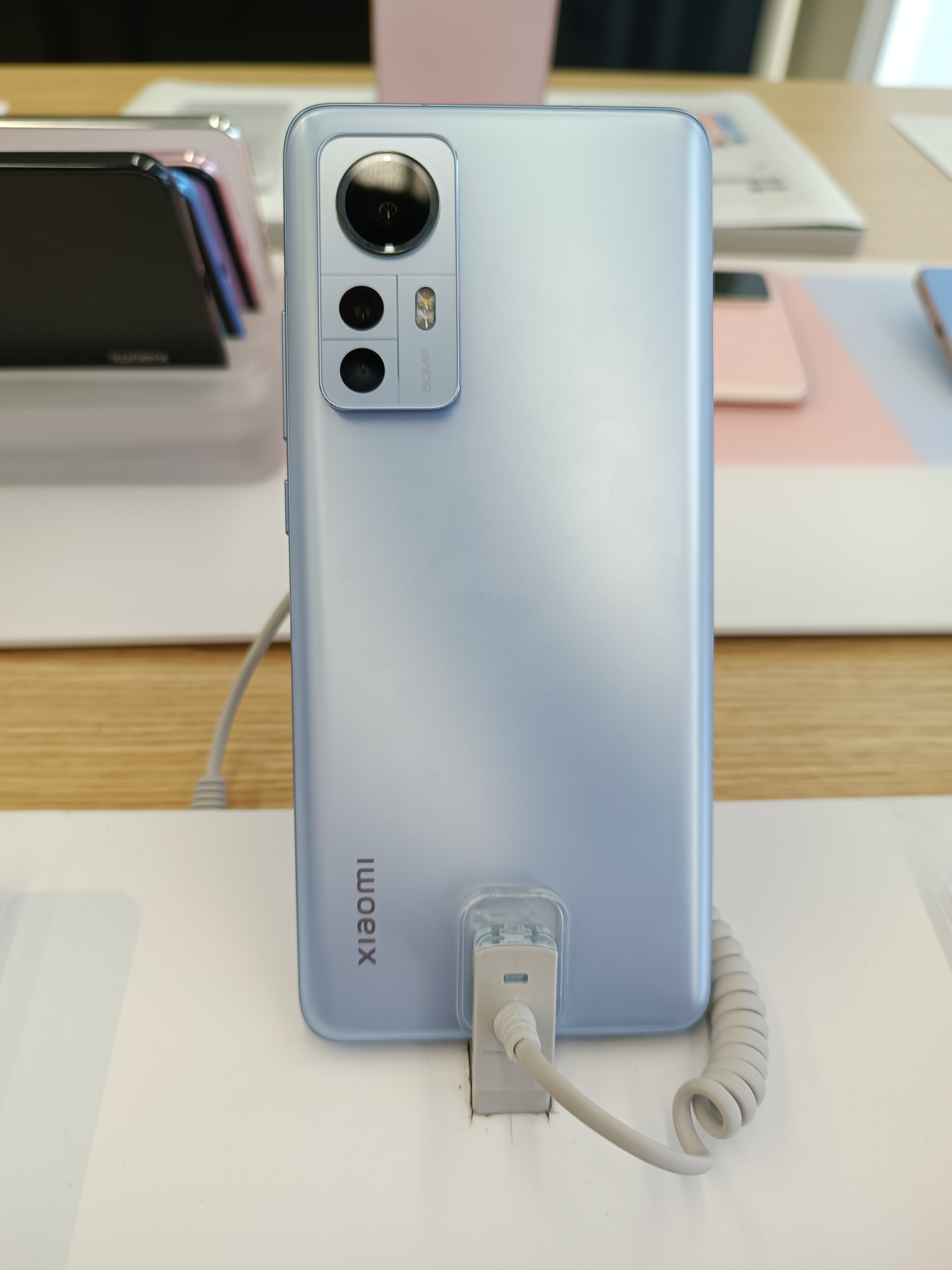
Задня частина Xiaomi 12 в блакитному кольорі

Екран виконаний зі скла Corning Gorilla Glass Victus. Задня панель виконана зі скла або із штучної шкіри у зеленому кольорі в Xiaomi 12 та 12 Pro. Торці виконані з алюмінію.
Знизу розміщені роз'єм USB-C, динамік, мікрофон та слот під 2 SIM-картки. Зверху розташовані другий динамік, другий мікрофон та ІЧ-порт. З правого боку розміщені кнопки регулювання гучності та кнопка блокування смартфона.
Xiaomi 12 та Xiaomi 12 Pro продаються в 4 кольорах: чорному, блакитному, фіолетовому та зеленому.
Xiaomi 12X продається в 3 кольорах: чорному, блакитному та фіолетовому.
Xiaomi 12 Pro Dimensity продається в чорному та блакитному кольорах.
| Колір | Xiaomi 12 | Xiaomi 12X | Xiaomi 12 Pro | Xiaomi 12 Pro Dimensity |
| ----- | --------- | ---------- | ------------- | ----------------------- |
|       | Так       | Так        | Так           | Так                     |
|       | Так       | Так        | Так           | Так                     |
|       | Так       | Так        | Так           | Ні                      |
|       | Так       | Ні         | Так           | Ні                      |

## Технічні характеристики

### Платформа
Xiaomi 12 та Xiaomi 12 Pro отримали процесор Qualcomm Snapdragon 8 Gen 1 та графічний процесор Adreno 730.
Xiaomi 12X отримав процесор Qualcomm Snapdragon 870 та графічний процесор Adreno 650.
Xiaomi 12 Pro Dimensity отримав процесор MediaTek Dimensity 9000+ та графічний процесор Mali-G710 MC10.

### Батарея
Xiaomi 12 та Xiaomi 12X отримали батарею ємністю 4500 мА·год., Xiaomi 12 Pro  отримав батарею ємністю— 4600 мА·год, а Xiaomi 12 Pro Dimensity — 5160 мА·год.
Xiaomi 12 Pro отримав підтримку швидкої зарядки потужністю 120 Вт, а всі інші моделі — 67 Вт. Також Xiaomi 12, 12 Pro та 12 Pro Dimensity мають підтримку швидкої 50-ватної бездротової зарядки та зворотної бездротової зарядки потужністю 10 Вт.
У Xiaomi 12 та Xiaomi 12 Pro, на відміну від попередників, у китайських версіях блок зарядки йде в комплекті. У Xiaomi 12X його можна безкоштовно докупити при покупці пристрою.

### Камера
Xiaomi 12, 12X та 12 Pro Dimensity отримали основну потрійну камеру 50 Мп, f/1.9 (ширококутний) + 13 Мп, f/2.4 (ультраширококутний) + 5 Мп (телефото макро) з фазовим автофокусом та оптичною стабілізацією.
Xiaomi 12 Pro отримав основну потрійну камеру 50 Мп, f/1.9 (ширококутний) + 50 Мп, f/1.9 (телеоб'єктив) з 2x оптичним зумом + 50 Мп, f/2.2 (ультраширококутний) з фазовим автофокусом Dual Pixel та оптичною стабілізацією.
В Xiaomi 12, 12X та 12 Pro основна камера має можливість запису відео до 8K@24fps, а в Xiaomi 12 Pro Dimensity — до 4K@60fps. Фронтальна камера всіх моделей отримала роздільність 32 Мп (ширококутний), світлосилу f/2.5 та здатність запису відео в роздільній здатності 1080p@60fps.

### Екран
Xiaomi 12 та Xiaomi 12X отримали екран OLED, 6.28", FullHD+ (2400 × 1080) зі щільністю пікселів 419 ppi та співвідношенням сторін 20:9.
Xiaomi 12 Pro та Xiaomi 12 Pro Dimensity отримали екран LTPO AMOLED, 6.73", WQHD+ (3200 × 1440) зі щільністю пікселів 521 ppi та співвідношенням сторін 20:9, .
Також всі моделі отримали частоту оновлення дисплею 120 Гц, підтримку технологій HDR 10+, Dolby Vision, круглий виріз під фронтальну камеру, розміщений по середині, та вбудований під дисплей оптичний сканер відбитків пальців. Крім цього завдяки технології дисплею LTPO Pro-модель може змінювати частоту оновлення від 1 до 120 Гц, що зменшує енергоспоживання екрана.

### Звук
Xiaomi 12 та 12X отримали стереодинаміки. Динаміки розташовані на верхньому та нижньому торцях. У Xiaomi 12 Pro та 12 Pro Dimensity встановлено 4 динаміки, розташовані по двоє на кожному торці. Динаміки всіх моделей розроблені в співпраці з Harman Kardon.

### Пам'ять
Смартфони продавалися в комплектаціях 8/128, 8/256 та 12/256 ГБ.

### Програмне забезпечення
Xiaomi 12, 12X та 12 Pro є першими смартфонами Xiaomi, що були випущені з MIUI 13. Xiaomi 12 та Xiaomi 12 Pro були випущені на базі Android 12, а Xiaomi 12X — на базі Android 11. Xiaomi 12 Pro Dimensity був випущений як і Snapdragon-модель на MIUI 13 на базі Android 12.
Пізніше Xiaomi 12X був оновлений до Xiaomi HyperOS на базі Android 13, Xiaomi 12 та Xiaomi 12 Pro — до Xiaomi HyperOS 2 на базі Android 15, а Xiaomi 12 Pro Dimensityo — до Xiaomi HyperOS 2 на базі Android 14.

## Проблеми

### «Запотівання» камери
У лінійці Xiaomi 12 був знайдений дефект з герметичністю, при якому під час використання камери та перепаді температур під склом камери утворюється конденсат. Першим проблему виявив Арсеній Петров на російському техно-каналі Wylsacom, а потім Mobiletelefon провели тести та з’ясували, що проблема торкнулася всіх пристроїв лінійки: Xiaomi 12, Xiaomi 12 Pro та Xiaomi 12X. За словами представників бренду:
Поки згадану проблему ми бачимо тільки в оглядах російських блогерів. Не дивлячись на те, що мова йде про пристрої для китайського ринку, ми з максимальною серйозністю сприйняли відгуки лідерів думки і передали їх в штаб-квартиру для вивчення. На даний момент на ринку, для якого призначені пристрої, проблеми з запотіванням камери виявлено не було
Компанія пообіцяла вивчити спостереження перших користувачів та до прем’єри глобальної версії смартфона вирішити проблему.